# Obârșeni (Vinderei), Vaslui
Obârșeni este un sat în comuna Vinderei din județul Vaslui, Moldova, România. Se află în partea de sud a județului,  în Dealurile Fălciului. La recensământul din 2002 avea o populație de 1096 locuitori.